# Kim Te-džung
Kim Te-džung (김대중, [kimdɛdʑuŋ]IPA; 6. ledna 1924 – 18. srpna 2009) byl 8. prezidentem Korejské republiky v letech 1998 až 2003 a jihokorejským politikem, který 40 let významně ovlivňoval místní politickou scénu, byl členem a zakladatelem řady politických stran, držitel Nobelovy ceny za mír za rok 2000.

## Životopis
Kim Te-džung (anglicky: Kim Dae-jung) se narodil v období japonské koloniální správy, podle oficiálních životopisů na ostrově Haŭi nedaleko přístavního města Mokpcho na jihozápadě poloostrova (dnešní provincie Jižní Čolla). Ambiciózní Kim o vstup do politiky usiloval již od konce korejské války, ale poslancem Národního shromáždění za opoziční Demokratickou stranu byl poprvé zvolen až v roce 1961. V důsledku vojenského převratu však byl parlament rozpuštěn a Kim mohl v poslanecké lavici zasednout až po volbách v roce 1963.
V průběhu 60. let se Kim Te-džung spolu s Kim Jŏng-samem stal jedním z významnějších „mladších“ představitelů opakovaně se štěpící opoziční Demokratické strany. Podle Kimových spolupracovníků právě jeho ambiciózní povaha a malá vůle ke kompromisu přispívaly ke štěpení sil v rámci opozice, které mělo pochopitelně největší dopady ve volebním klání. V hlasování Nové demokratické strany o stranickém kandidátovi na funkci prezidenta Kim Te-džung těsně zvítězil nad Kim Jŏng-samem, což poražený sportovně přijal. Do nejvyššího úřadu Korejské republiky tedy poprvé kandidoval již v roce 1971, ale ve volebním klání podlehl stávajícímu prezidentovi Pakovi Čŏng-hŭimu, kandidátovi Demokratické republikánské strany. Ve volbách o nejvyšší úřad prohrál i v letech 1987 a 1992, prezidentem se stal ve svých 74 letech, více než čtvrt století (1998) od své první kandidatury, ačkoli opakovaně ohlašoval svůj odchod z politiky.
Na rozdíl od Kim Jŏng-sama, který i v období IV. republiky (1972–1980) aktivně zastupoval zájmy opozice jak v rámci parlamentu, tak mimo něj, se Kim Te-džung v roce 1972 uchýlil do Japonska. Existují tvrzení o tom, že měl přijmout finanční zdroje severokorejského původu, ale i o tom, že mu jihokorejská vláda dokonce opakovaně usilovala o život. 8. srpna 1973 jej agenti jihokorejské tajné služby unesli zpět do Koreje, kde pokračoval ve svých aktivitách. Na jaře 1976 byl odsouzen k osmi letům odnětí svobody, o rok později odvolací soud trest snížil na pět let a v prosinci 1978 byl odeslán do domácího vězení. V cele strávil zhruba dva roky. Záhy spolu s exprezidentem Junem Po-sŏnem a Hamem Sŏk-hwanem stanul v čele nově zorganizovaného „Občanského svazu pro demokracii a národní sjednocení“.
Poté, co na podzim 1979 ředitel Ústřední zpravodajské služby Kim Čä-gju zastřelil prezidenta Paka, bylo vyhlášeno stanné právo. V zemi se mimořádně vyhrotila situace, tajná služba i vládní Demokratická republikánská strana byly ochromeny, opoziční strany a předáci se hádali o to, kdo bude kandidovat na prezidenta, jaké požadavky vznést na stávající vládu a zastupujícího prezidenta Čchöa Kju-hu (1919–2006). Navíc kolovaly zvěsti o tom, že případného chaosu využije Severní Korea ke druhému pokusu o sjednocení poloostrova silou. Přesvědčení o hrozícím útoku podporovala mj. skutečnost, že v 70. letech bylo v oblasti demilitarizované zóny objeveno několik infiltračních tunelů, které měly zjevně sloužit k provedení nečekaného útoku. Třetí z tunelů, ústící pouze 44 km od Soulu, byl objeven teprve v říjnu 1978. Navzdory omezení politických shromáždění na jaře 1980 ulice větších měst zaplnili demonstranti a padly první oběti jak na straně policie, tak demonstrantů.
V dubnu 1980 bylo Kimovi zřejmé, že nemá šanci stát se znovu prezidentským kandidátem sjednocených opozičních sil, a tak kolegům pohrozil, že k prosazení své „legitimní role“ použije jakýchkoli prostředků. Davy v čele se studentskými svazy, jejichž vůdci byli ovlivněni severokorejskou komunistickou ideologií, a s některými politickými předáky, včetně Kim Te-džunga, volaly po okamžitých změnách a reformách, včetně odvolání stanného práva, nastolení "skutečné demokracie", a žádaly zvýšení mezd i národní sjednocení. Stotisícová demonstrace se uskutečnila 15. května v Soulu a v běhu byly přípravy podobných megademonstrací v celé zemi. Vláda proto 17. května zvýšila rozsah a stupeň stanného práva, tedy i pohotovost armády. Přesto se následujícího dne ve městě Kwangdžu konala demonstrace před místní univerzitou. Z drobných potyček s pořádkovými složkami přerostla v davové šílenství, které se vymklo kontrole (rebelové mj. podpálili televizní a rozhlasovou stanici MBC, zmocnili se zbrojního skladu, po protivnících pálili z kulometů umístěných na střechách a podařilo se jim vytlačit z města regulární jednotky dohlížející na dodržování stanného práva). Kwangdžuské povstání si za necelých devět dní svého trvání vyžádalo 191 lidských životů.
Spolu s dalšími osobami byl v létě 1980 za porušení stanného práva, finanční podporu organizací provádějících nezákonnou činnost a podněcování ke vzpouře obviněn také Kim Te-džung. Tribunál jej odsoudil k trestu smrti, ale trest mu byl záhy zmírněn na 20 let odnětí svobody. V roce 1982 mu byl umožněn odjezd do exilu ve Spojených státech. Kim se do vlasti vrátil v roce 1985 v souvislosti s konáním parlamentních voleb. Situace v tomto období se do značné míry podobala té z počátku roku 1980. Opoziční strany požadovaly okamžitou změnu ústavy (mj. znovuzavedení přímé volby prezidenta) a snažily se zkoordinovat svůj postup. V létě 1987, když kandidát vládní Strany pro demokracii a spravedlnost na prezidentský úřad No Tchä-u podpořil většinu opozičních návrhů, dočasná jednota opozice vzala za své. Kim Te-džung vytvořil vlastní Demokratickou stranu za mír a rozhodl se v prezidentských volbách kandidovat samostatně navzdory předchozímu závazku, že bude navržen jediný opoziční kandidát. V důsledku rozštěpení opozičních sil tak zvítězil No Tchä-u (36,6 % platných hlasů) a druhý se umístil opoziční favorit Kim Jŏng-sam za Demokratickou stranu sjednocení (28 %). Kim Te-džung (27 %) skončil třetí a za ním se umístil Kim Čong-pchil za Novou demokratickou republikánskou stranu (8,1 %).
V prezidentských volbách z roku 1992 Kim (33,8 %) podlehl svému dlouholetému konkurentovi Kim Jŏng-samovi (42 %), který kandidoval za Demokraticko-liberální stranu vzniklou na základě velkého kompromisu mezi Kim Jŏng-samem a prezidentem Noem. Osmašedesátiletý Kim Te-džung oznámil svůj odchod z politiky a odjel na studijní pobyt do Velké Británie. Přesto v roce 1995 oznámil svůj návrat a v prezidentských volbách v prosinci 1997 se mu na čtvrtý pokus podařilo nejvyšší post získat po bravurně zvládnuté, nadměrně vyostřené kampani, kvůli ekonomickému otřesu způsobenému asijskou finanční krizí a hlavně díky spojenectví s dřívějším nepřítelem Kim Čong-pchilem a rozštěpení vládního tábora. Se ziskem 10 326 275 hlasů (40,3 %) porazil kandidáta Strany nové Koreje a dřívějšího soudce Nejvyššího soudu I Hö-čchanga (38,7 %). Třetí skončil I In-dže (19,2 %), jenž podobně jako dříve Kim Te-džung po neúspěchu v nominačních volbách Strany nové Koreje založil vlastní stranu a kandidoval samostatně.
Po své inauguraci v únoru 1998 prezident Kim Te-džung vyhlásil tzv. „občanskou vládu“ (kungmin čŏngbu) a zahájil Program slunečního paprsku (rovněž sluneční politika, häpit čŏngčchäk, angl. Sunshine policy), který mu prospěl při zisku Nobelovy ceny za mír pro rok 2000 a nezanedbatelně rovněž prospěl severokorejskému režimu přísunem trvale chybějících financí. Kromě symbolických návštěv, výměn a estrád však z hlediska mezikorejských vztahů neprospěl ničemu. V provedení Kimovy administrativy se totiž podobal uplácení vyděrače. Ve sluneční politice pod jiným názvem pokračoval i Kimův nástupce v prezidentském úřadu Ro Mu-hjŏn.
Jako velkolepý výsledek sluneční politiky byl prezentován první mezikorejský summit na nejvyšší úrovni z roku 2000, který nakonec rozhodl o udělení Nobelovy ceny za mír pro rok 2000 právě Kim Te-džungovi, zakončený podpisem Společného prohlášení Severu a Jihu 15. června. Brzy se ukázalo, že celý summit byl blamáží. Kim Te-džungova administrativa za něj Severu tajně zaplatila částku v hodnotě zhruba půl miliardy amerických dolarů. Zvláště smutnou kapitolou v životě velkého bojovníka za demokracii a lidská práva byly snahy idealizovat severokorejský režim na domácí i zahraniční půdě, přehlížet a dokonce cíleně umlčovat obhájce lidských práv usilující o nápravu situace v KLDR. Kim Te-džungova i následná Ro Mu-hjŏnova administrativa například opakovaně bránily Hwang Čang-jŏpovi, dřívějšímu severokorejskému ideologovi, který na Jih uprchl v roce 1997, vycestovat do zahraničí, aby svými přednáškami v zahraničí (zejména v USA a Japonsku) nepoškozoval obraz sluneční politiky. Její propagaci zůstal Kim věren až do své smrti.
Kim Te-džung zemřel 18. srpna 2009 v Soulu na následky infarktu.